# Стаята на епископа
„Стаята на епископа“ (на италиански: La stanza del vescovo) е италианска трагикомедия от 1977 година на режисьора Дино Ризи с участието на Уго Тоняци и Орнела Мути.

## Сюжет
Сюжетът се развива след края на Втората световна война. Млад мъж на име Марко се установява в къщата на новия си познат, адвокат Марио Оримбели. Там той се запознава със съпругата си Клеофа и Матилда - младо красиво момиче, съпруга на брата на Клеофа. Между Марко и Матилда проблясва симпатия, която те са принудени да крият обаче дори от себе си. На следващия ден Марко тръгва на екскурзия с лодката си из Лаго Маджоре. Оримбели, който няма търпение да избяга от контрола на потискащата го жена тръгва с Марко, където се забавляват се с познати момичета на Марко. Но Матилда не излиза от главата на Марко. Неочаквано Марио Оримбели информира Марко за тайна връзка между него и Матилда. Те взимат Матилда от вилата на лодката и тя започва да живее с Оримбели на яхтата Марко. На следващата вечер Марко случайно вижда адвоката, който се движи с колело към вилата си. Когато на сутринта получават съобщение за внезапната смърт на съпругата на Оримбели Клеофа, въпреки очевидните признаци на самоубийство, Марко разбира, че това не е така.

## В ролите
| Изпълнител         | Роля              |
| ------------------ | ----------------- |
| Уго Тоняци         | Марио Оримбели    |
| Орнела Мути        | Матилда           |
| Патрик Девер       | Марко             |
| Габриела Джакобе   | Клеофе            |
| Лия Танци          | Ландина           |
| Катя Ченко         | Шарлота           |
| Франко Санджермано | Мазолени          |
| Макс Турили        | Анжело Берлускони |
| Пиеро Мацарела     | Бригенти          |
| Ренцо Оцано        | офицер Гамбино    |
| Франческа Джувара  | Мартина           |